# 大辻伺郎
大辻 伺郎（おおつじ しろう、1935年（昭和10年）4月3日 - 1973年（昭和48年）5月21日）は、日本の俳優。本名：大辻寿雄。最晩年は「大辻司郎」「大辻しろ」と改名した。
父は弁士で漫談家の大辻司郎（名前の読みは同じく「しろう」）。

## 来歴
東京市（現・東京都）生まれ。1952年（昭和27年）4月9日、父の大辻司郎がもく星号墜落事故で死去した。これを機に高校を休学し、板前として柳橋の料亭と歌舞伎座の地下食堂で働いた。後に役者の道を志し早稲田大学文学部演劇科に同級生より2年遅れで入学し、劇団自由舞台に参加。スタニスラフスキー・システムを学ぶも、1955年に中退し伊志井寛に師事。新派では通行人の端役ながら役作りに工夫を凝らし賞をもらっている。その後市川崑に認められ、1960年大映に入社。テレビドラマや映画を中心に活躍。脇役や準主役が多いものの抜群の存在感で注目を集めた。その演技力は幅広く、気弱な男から悪の首領、主役を食うほどのヒーロー、時には老婆までを見事に演じ分け「怪優」と呼ばれた。
1963年（昭和38年）のテレビドラマ『赤いダイヤ』（TBS）では一攫千金か無一文か、綱渡りする相場師の生き方を熱演し、NHKアナウンサーから女優に転じた野際陽子とともに評判となった。また映画では大映や東映を中心に多くの名作に出演した。
1972年（昭和47年）、第1回ベストドレッサー賞（芸能部門）を受賞。
1973年（昭和48年）5月21日、港区虎ノ門のホテルオークラ（現・ホテルオークラ東京本館）の客室で首吊り自殺した。享年39（満38歳没）。自殺当日は『非情のライセンス』（NET）の撮影が東映東京撮影所で行われる予定だったが、東映は急遽代役を立てて収録済みの大辻の場面の撮り直しも行った。自殺理由は明らかになっていないが借金があったと言われている。
最後の作品となったのは、5月10日に収録された『夫婦日記』第6話「タコ焼き夫婦」で、5月26日に放送された。墓所は多磨霊園。

## 人物・エピソード
自殺の前日に大辻は自動車事故を起こしており、事故相手から暴行を受けるなど深刻なトラブルに発展していた。翌朝、大辻は愛人の女性に電話をかけて助けを求める。大辻が自宅のある港区赤坂から徒歩圏内にあるホテルオークラに意味もなく宿泊していたことや、午前5時という時間に電話をかけてきたことなどを不審に思った愛人は、身を案じて大急ぎで大辻の宿泊部屋に駆け付けた。しかしその時既に、宿泊部屋の鴨居に寝巻のヒモをかけて首を吊った状態で死亡していた。電話から僅か15分間の出来事であった。遺書などは無かったが、前日と同じ洋服を着たまま死亡していたことや、愛人へ電話をかける直前に1人でロビーに行って宿泊代金の支払いを済ませていたことなどから、最初から自殺目的での宿泊であったと断定された。
晩年の大辻は役に恵まれたとはいえず、仕事の行き詰まりではないかとも言われたが、1971年に胃潰瘍の手術を受け一時的に仕事の量は減ったものの、元マネージャーの話によると「10月からテレビの新シリーズが決まっていたし、仕事に再起をかけていた時で、今年中には借金の半分は返済出来る」と張り切っていたという。また「今度現場で嫌われたらもうチャンスはないと関係者から忠告を受けていたため、自動車事故を起こしたことでせっかくの出鼻をくじかれ手痛いショックを受けて、もうダメだと大辻が一気に人生を諦めたと思えてならない」と語っている。
趣味への惜しみない出費で抱えた多額の借金が原因とも言われたが、前年度の収入を考えても大辻にとっては返せない金額でなく、借り方にしても強引・無茶なことはしなかった。「借金を苦にして死ぬ奴ではない」と友人知人が口を揃えている。大辻の死後「金を払え」と押しかけたところは一つもなく、中には「（借金は）香典だと思って棒引きにしましょう」と言ってくれる人もいたといい、貸した人間に恨まれていなかったことがうかがえる。
常に一流品を好み、カメラなら高級なものを20台以上揃えないと気が済まない性格であった。ドラマで紅茶をかけられるシーンがあり、ほんのワンカットのためにオーダーメイドで高級ブランドのスーツを仕立て、せっかくの一張羅を台無しにしたが大辻本人はそれで満足だったとか、撮影に用意された衣装に納得がいかず、ギャラよりもはるかに高い衣装をすべて自前で揃えて見事足が出たなど、お金に糸目をつけないエピソードにはこと欠かない。
検察での検死後、大辻の遺志により目（眼球）はアイバンクへ献眼され、遺体は順天堂大学医学部附属順天堂医院へ献体された。このため、多磨霊園にある大辻家の墓の墓誌に大辻の名前は刻まれていない。
法名は「芸林院釋司純居士」 である。
喜怒哀楽が非常に激しい性格だったため、共演者・スタッフとよくトラブルを起こした人物でもあった。この性格が災いして『次郎長三国志』（1968年版、NET）では、スタッフと大喧嘩してしまい「桶屋の鬼吉」役をわずか4話で降板させられた。この出来事を機に大辻はレギュラー出演の番組が徐々に減らされ、テレビドラマへの仕事はゲスト出演がメインとなった。テレビの仕事量は激減しなかったが、単発出演ばかりになって仕事が不安定化していった。また、当時は映画産業が急速に斜陽化していた時期で映画の仕事が激減しており、所属していた大映もこの煽りで倒産するなど、大辻にとっては次々と災難が降りかかっていた時期でもあった。これらの要因が重なって先行きが不安になり、自殺に追い詰められたとの見方もある。
女性遍歴も多く、中学の同級生だった最初の妻とは20歳で学生結婚するも7年後に離婚。大辻は子供への償いは異母兄弟を作らないことだと考え、パイプカットの手術を行っている。だが、それが災いして2度目の妻とも離婚した。
担任によると「よく人の面倒を見る男で、家出した友達を探すために突然学校を休んだので“警察に任せておけばいいじゃないか”と言うと、彼は”だって先生、かわいそうじゃないか“と言った。そういう優しい男でした」と語っている。
晩年芸名を大辻司郎から大辻しろに改名したのは、自分自身が他人に迷惑をかけてしまう性格なので「しっかりしろ！」の意味合いを含めて大辻“しろ”にしたと11PMで語っていた。
勝新太郎は「金なんか残さなくてもいい、世間的な常識もいらない。役者は芸さえあれば、と言いたいがそれが通用しない世の中になった。彼のように鍛えこんだ芸がいくらあっても、ポッと出の新人にペコペコ頭を下げなきゃならないこともある。それをまた彼は神経が細かいだけにオーバーなくらいにやってしまう。今度のことはそういう自分が見えてきて何もかも嫌になっちゃったんだろう」と語った。
三國連太郎は大辻の死に触れ、「私は大辻さんに学ぶことが多かった。あの才能にはジェラシーを感じたこともある。もうちょっと長生きしていたら…」と惜しんだ。
通夜に参列した加藤嘉は「喧嘩っ早い、仕事をすっぽかす、借金をする、女房はとっかえる。そんな評判だけを背中に負わせてはつらい。大辻は本気で仕事をしようとしていたふしがある。常に自分をギリギリのところに立たせていないと芝居が出来ないと思っていた奴だ。彼は仕事が始まる初日には背広にネクタイをキチッとしめて挨拶をする男だった」と語っている。
大辻の死から5日後の5月26日、文京区の寂円寺で「大辻伺郎を偲ぶ会」が開かれ、伴淳三郎、小松方正、藤村俊二をはじめ、早稲田大学演劇科時代の友人らが駆けつけた。

## 出演作品

### 映画
- 女経（1960年、大映）第2話 物を高く売り付ける女 - 人形
- 足にさわった女（監督：増村保造／1960年、大映） - 野呂走
- サラリーマン出世太閤記 花婿部長No.1（1960年、東宝） - 館員
- 好色一代男（1961年、大映） - 勘九郎
- 五人の突撃隊（1961年、大映） - 小林一等兵
- 釈迦（1961年、大映） - カルダイ
- 黒い十人の女（1961年、大映） - 野上
- 濡れ髪牡丹（1961年、大映） - にょろ松
- すてきな16才（1962年、大映） - 高山元太郎
- 私は二歳（1962年、大映） - 若い医者
- 影を斬る（1963年、大映）
- 黒の札束（1963年、大映） - 警官
- ぐれん隊純情派（1963年、大映） - 染公
- 雪之丞変化（1963年、大映） - 岡っ引
- 駿河遊侠伝 賭場荒し（1964年、大映） - 髪常
- 駿河遊侠伝 破れ太鼓（1964年、大映） - 髪常
- 散歩する霊柩車（1964年、東映） - ホテルのフロント
- 殺られる前に殺れ（1964年、大映）
- 黒の爆走（1964年、大映）- 野田
- われ一粒の麦なれど(1964年、東宝) - 根本二郎
- 侍（1965年、東宝） - 小島要
- アンコ椿は恋の花（1965年、松竹） - 大杉一郎
- 無法松の一生（1965年、大映） - オイチニの薬屋
- ひも（1965年、東映） - マツ
- 解散式（1967年、東映） - 井上政雄
- 銭形平次（1967年、東映） - 八五郎
- 喜劇団体列車（1967年、東映） - 太宰淳一
- 父子草（1967年、東宝） - 鈴木
- 惚れた強み（1968年、松竹） - 二宮 松夫
- 現代やくざ 与太者の掟（1969年、東映） - 湯浅幸平
- コント55号 人類の大弱点（1969年、東宝） - 黒田 哲也
- 極道ペテン師（1969年、日活） - 印鑑屋
- 幕末（1970年、東宝） - 四十吉
- 怪談昇り竜（1970年、日活） - 達
- やさしいにっぽん人（1971年、東プロ） - 104号の男
- 渡世人 命の捨て場（1971年、日活） - 与八
- 女生きてます 盛り場渡り鳥（1972年、松竹） - 西川
- 恍惚の人（1973年、東宝） - 運転手
- 夕映えに明日は消えた(1973年、東宝）
- 喜劇 男の泣きどころ（1973年、松竹） - ガンチャン
- 団地妻（秘）研究会（1973年、東映）

### テレビドラマ
- 隣の椅子（1959年、日本テレビ）
- 足にさわった女（1960年、日本テレビ）
- 赤いダイヤ（1963年、TBS）- 木塚慶太
- 次郎長三国志（1964年、フジテレビ） - 桶屋の鬼吉
- 青年同心隊 第10話「同心隊ハッスルす」（1965年、TBS）- 吉兵衛
- 喜びも悲しみも幾歳月（1965年、TBS） -  有沢四郎
- 黄色い風土（1965年 - 1966年、NET / 東映）
- ザ・ガードマン（TBS / 大映テレビ室）
  - 第42話「女の青い炎」（1966年）
  - 第96話「アムステルダムの女」（1967年）
  - 第99話「予告殺人」（1967年）
  - 第231話「うるさい夫を片づける方法」（1969年）
  - 第236話「喜劇・いらっしゃいませ集団万引様」（1969年）
  - 第252話「俺の女房は悪魔のお使い」（1970年）
  - 第260話「二人の妻を持つ夫」（1970年）
  - 第266話「団地・マイホーム殺人」（1970年）
  - 第275話「60才の花嫁・残酷物語」（1970年）
  - 第309話「顔に傷のある悪女」（1971年）
  - 第329話「怪談・氷の中のヌード美人」（1971年）
  - 第340話「おんな風呂殺人事件」（1971年）
- おはなはん（1966年 - 1967年、NHK） - 馬丁・細倉亀吉 役
- 仮面の忍者 赤影（1967年 - 1968年、関西テレビ / 東映） - 木下藤吉郎
- 意地悪ばあさん 第4話「にたりの巻」（1967年、YTV / C.A.L）
- 風来坊（1968年、フジテレビ / C.A.L） - 下総流山の弥吉
- キイハンター（TBS / 東映）
  - 第67話「生きていた男」（1969年）
  - 第97話「殺人美容法」（1970年）
  - 第111話「成金泥棒たちの国際会議」（1970年）
  - 第157話「キイハンター 皆殺し作戦」（1971年） - 風間の母親
  - 第159話「腰抜けギャング がい骨争奪戦」（1971年） - 平松
- 水戸黄門 第1部 第19話 「どっこい生きてた湊川」（1969年、TBS / C.A.L） - 石屋吉五郎
- 無用ノ介 第2話「無用ノ介の首五百両也」（1969年、日本テレビ / 国際放映） - 盗賊・闇の狼
- プレイガール 第33話「ギャング子守唄」（1969年、東京12チャンネル / 東映） - 清太郎
- 五番目の刑事 第8話「その玩具に手を出すな」（1969年、NET / 東映） - 河合
- ハレンチ学園（1970年 - 1971年、東京12チャンネル / 日活） - 吉永 百合夫（ヒゲゴジラ）
- 時間ですよ（1970年、TBS） - 石松東
- 新三匹の侍 第1話「男が男が抜いた時」（1970年、フジテレビ / 松竹） - 向一旗
- 気になる嫁さん 第5話「おとなの胸のうち」（1971年、日本テレビ / ユニオン映画）
- ターゲットメン 第6話「東京タワー大爆発」（1971年、NET / 東映）
- 特別機動捜査隊 第496話「闇の中」（1971年、NET / 東映） - 竹内
- 一心太助 第24話「あべこべ物語」（1972年、フジテレビ / 国際放映） - 源次郎
- 太陽にほえろ! 第3話「あの命を守れ!」（1972年、日本テレビ / 東宝） - 情報屋・梶原 左衛門
- さすらいの狼 第19話「殺人鬼の微笑」（1972年、NET / 東映）
- 隼人が来る 第10話「姫君の脱出」（1972年、フジテレビ / 東映） - 俵竜之介
- 夫婦日記 第6話「タコ焼き夫婦」（1973年、日本テレビ） - 田代 ※遺作

### バラエティ
- お笑い頭の体操（TBS）
- 11PM（日本テレビ）
- 巨泉・前武ゲバゲバ90分!（日本テレビ）